# Idse
Idse  est une île de la commune de Strand, dans le comté de Rogaland en Norvège, dans la mer du nord.

## Description
L'île de 4,9 km2 se situe directement entre l'Idsefjorden (no) et le Høgsfjorden (en), à environ 6,5 kilomètres  à l'ouest de la ville de Jørpeland. L'île d'Idsal se trouve immédiatement au sud et l'île de Heng se trouve à une courte distance au nord d'Idse. Il y a un pont reliant Idse à Idsal, qui à son tour est relié au continent.
l y a environ 40 fermes sur les côtés sud et est de l'île, mais ces dernières années, il y a eu un déclin significatif avec seulement trois producteurs laitiers actifs restants. Les autres fermes cultivent des pommes de terre, des tomates, des concombres, des fraises, des bleuets et des arbres de Noël. Les côtés nord et ouest de l'île sont plus vallonnés et boisés et cette zone est peuplée de nombreuses maisons de vacances. A Tangane et Kjeksevåg, il y a des maisons qui datent des années 1940. Il y avait des familles de la région de Stavanger qui ont fui la ville pendant la Seconde Guerre mondiale et ont construit des chalets sur Idse. Ces dernières années, le développement de chalets a été très expansif, ce qui est probablement dû à un bon emplacement près des villes de Stavanger et Sandnes.